# 鬼子母神の子守唄
『鬼子母神の子守唄』（きしぼじんのこもりうた）は、2012年に製作されたホラー映画。

## 概要
八十川勝が監督と脚本を担当。野中ひゆが特殊メイクを担当。
続編として『鬼子母神の子守唄 愛梨』(2013年)と『鬼子母神の子守唄 直子』(2015年)も製作されている。

## あらすじ
満月の晩になると魔物になってしまう娘を抱えた家族の愛ゆえの悲しい決断を描いている。

## キャスト
- 夢原まひろ：犬神直子
- 伊織ゆき：直子の母
- 白澤康宏：直子の父